# کمدین
کُمِدیَن (به انگلیسی: comedian)، بازیگر کمدی یا شوخ‌بازیگر هنرمندی است که سعی دارد با خنداندن مخاطب باعث سرگرمی مخاطب گردد. اگر کمدین بدون واسطه اقدام به مخاطب قرار دادن شنوندگان کند به وی کمدین ایستاده یا استَندآپ کمدین (به انگلیسی: stand-up comedian) می‌گویند.
برادران مارکس: برادران مارکس پنج برادر کمدین آمریکایی بودند که از دهه ۱۹۲۰ تا دهه ۱۹۶۰ در نمایش‌ها ودویل و سینما و تلویزیون کار می‌کردند. شوخی‌های زبانی برادران مارکس (به ویژه گفته‌های گروچو) همراه با شیطنت آن‌ها (به‌ویژه کارهای هارپو که در فیلم‌ها سخن نمی‌گفت) و لهجهٔ ایتالیایی‌نمای چیکو شخصیتی ویژه به این گروه داده بود و فیلم‌های آنان بر کمدین‌های پس از آن‌ها تأثیر زیادی گذاشت.
مائه وست: او اولین بازیگر کمدی زن بود که سال ۱۸۹۳ در بروکلین متولد شد و فعالیت خود را در زمینهٔ بازیگری از سال ۱۹۰۷ آغاز کرد. او در زمینهٔ فیلم‌نامه‌نویسی و خوانندگی نیز مهارت داشت.
جودی هالیدی: او با نام جودیت توویم در نیویورک با تبار یهودیان روسی متولد شد. هالیدی پیش از فعالیت حرفه‌ای‌اش را در نمایش‌ها و موزیکال‌های برادوی آغاز کند، اجرای بخشی از یک نمایش کاباره را به عهده داشت. موفقیت او در ایفای نقش «بیلی داون» در نمایش متولد دیروز (۱۹۴۶)، باعث شد تا او در نسخه سینمایی این نمایش (محصول ۱۹۵۰) نیز بازی کند. این نقش‌آفرینی، جایزهٔ اسکار بهترین بازیگر نقش اول زن و جایزه گلدن گلوب بهترین بازیگر زن فیلم موزیکال یا کمدی را نصیب او کرد.
ریچارد پریور: پریور بیشتر برای واکنش‌های سرسختانه‌اش در برابر نژادپرستی و موضع‌گیری نسبت به مسائل معاصر مانند ابتذال و بدزبانی معروف بود. پریور یک بار برندهٔ جایزهٔ اِمی (۱۹۷۳) و پنج بار برنده جایزه گرمی (۱۹۸۲ و ۱۹۸۱، ۱۹۷۶، ۱۹۷۵، ۱۹۷۴) و برندهٔ جایزهٔ مارک توین در سال ۱۹۹۸ شد.
ادی مورفی: مورفی بیشتر در نقش‌های کمدی در فیلم‌های خانوادگی بازی کرده‌است از جمله در فیلم مهد کودک پدر که نقش مردی را بازی می‌کند که به کودکان علاقه زیادی داشته و به خوبی با آن‌ها ارتباط برقرار می‌کند و به همین جهت در خانه خود مهد کودکی تأسیس می‌کند. او در ۸ سالگی پس از مرگ پدر و بیماری سخت مادرش یک سال در پرورشگاه زندگی کرد و آن طور که خودش در یک گفتگو اظهار کرده روحیه طنز و شوخی او در همان زمان شکوفا شد.

پوستر یکی از فیلم‌های سینمایی ادی مورفی

جری لوئیس: او بیشتر به‌خاطر بازی در فیلم‌های کمدی در دهه‌های ۱۹۵۰ و ۱۹۶۰ و ژست‌های بامزه‌اش و همچنین بنیاد خیریه‌اش مشهور است.